# Bisdom Indore
Het bisdom Indore (Latijn: Dioecesis Indorensis) is een rooms-katholiek bisdom met als zetel Indore, in India. Het bisdom is suffragaan aan het aartsbisdom Bhopal. 

## Geschiedenis
Het bisdom werd opgericht op 3 maart 1931, als de missio sui iuris Indore, uit delen van de bisdommen Ajmer, Allahabad en Nagpur. Op 11 maart 1935 werd het verheven tot apostolische prefectuur. Op 15 mei 1952 werd het verheven tot bisdom, en was suffragaan aan het aartsbisdom Agra. Op 13 september 1963 wisselde het van kerkprovincie en werd suffragaan aan het nieuw opgerichte aartsbisdom Bhopal. 

## Parochies
Het bisdom had in 2021 een oppervlakte van 10.073 km2 en telde 7.509.690 inwoners waarvan 0,2% rooms-katholiek was.

## Ordinarii
Alle superiors, prefecten en bisschoppen tot februari 2024 waren lid van het Gezelschap van het Goddelijke Woord. 

### Prefecten
- Peter Janser (superior: 3 maart 1931 - 11 juli 1935, prefect: 11 juli 1935 - 1947)
- Hermann Westermann (20 maart 1948 - 14 juni 1951)

### Bisschoppen
- Frans Simons (15 mei 1952 - 26 juni 1971)
- George Marian Anathil (18 december 1972 - 24 oktober 2008)
- Chacko Thottumarickal (24 oktober 2008 - 17 februari 2024)
- Thomas Mathew Kuttimackal (17 februari 2024 - heden)

## Zalige
Op 4 november 2017 werd zuster Mariam Vattalil zalig verklaard door paus Franciscus. Vattalil werd in 1995 vermoord wegens haar werk voor de armen en uitspraken over sociale rechtvaardigheid. 
Bhopal (aartsbisdom) · Gwalior · Indore · Jabalpur · Jhabua · Khandwa · Sagar (Syro-Malabar) · Satna (Syro-Malabar) · Ujjain (Syro-Malabar)